# Heelweg-Oost
Heelweg-Oost is een woonkern en tevens het oostelijk deel van de buurtschap Heelweg in de Nederlandse gemeente Oude IJsselstreek, gelegen in de provincie Gelderland. Het ligt drie kilometer ten noorden van Varsseveld.

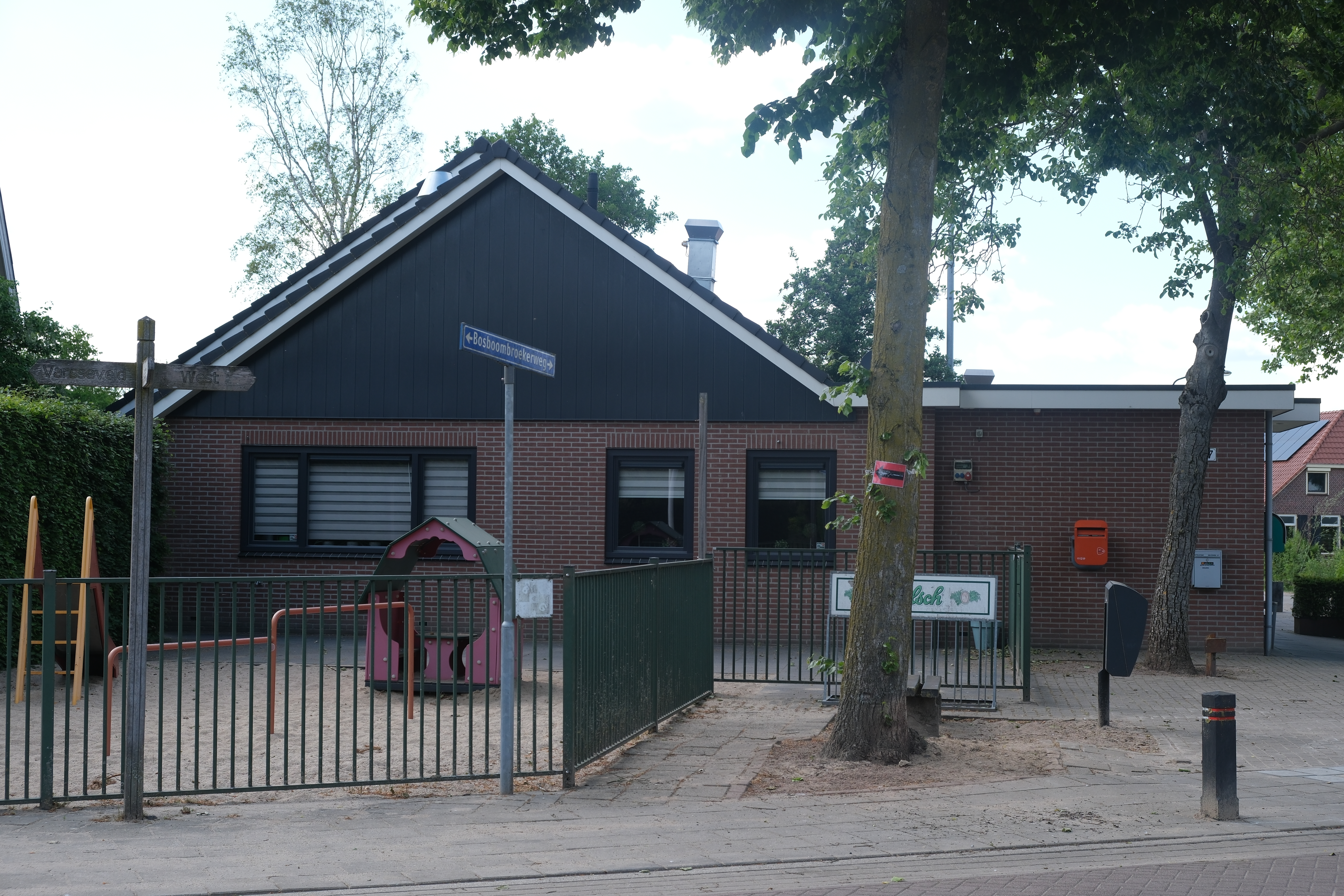
Buurtschaphuus Heelweg-Oost

De buurtschap is gelegen op de zuidflank van de Halserug, een 16 km lange zuidoost-noordwest verlopende dekzandrug. Deze rug is zowel cultuurhistorisch als aardkundig van belang.
Stad: Terborg

Dorpen: Bontebrug · Breedenbroek · Etten · Gendringen · Megchelen · Netterden · Silvolde · Sinderen · Ulft · Varsselder · Varsseveld · Westendorp

Buurtschappen en gehuchten: De Heuven · Engbergen · Heelweg-Oost · Heelweg-West · Milt · Vriezelaar · Rafelder · Veldhunten · Voorst · Wals · Warm · Wieken · IJsselhunten · Ziek

Gelderland: Steden en dorpen in Gelderland      Nederland: Provincies · Gemeenten